# Wołowe Lasy
Wołowe Lasy (deutsch Eichfier, früher Eichfiehr) ist ein Dorf in der Landgemeinde (Gmina) Człopa (Schloppe) im Powiat Wałecki (Deutsch Kroner Kreis) der polnischen Woiwodschaft Westpommern.

## Geographische Lage
Das Dorf liegt im Netzedistrikt des ehemaligen Westpreußen, etwa 23 Kilometer südwestlich von Wałcz (Deutsch Krone), elf Kilometer östlich von Człopa (Schloppe) und dreißig Kilometer östlich von Schneidemühl (poln. Piła).

## Geschichte

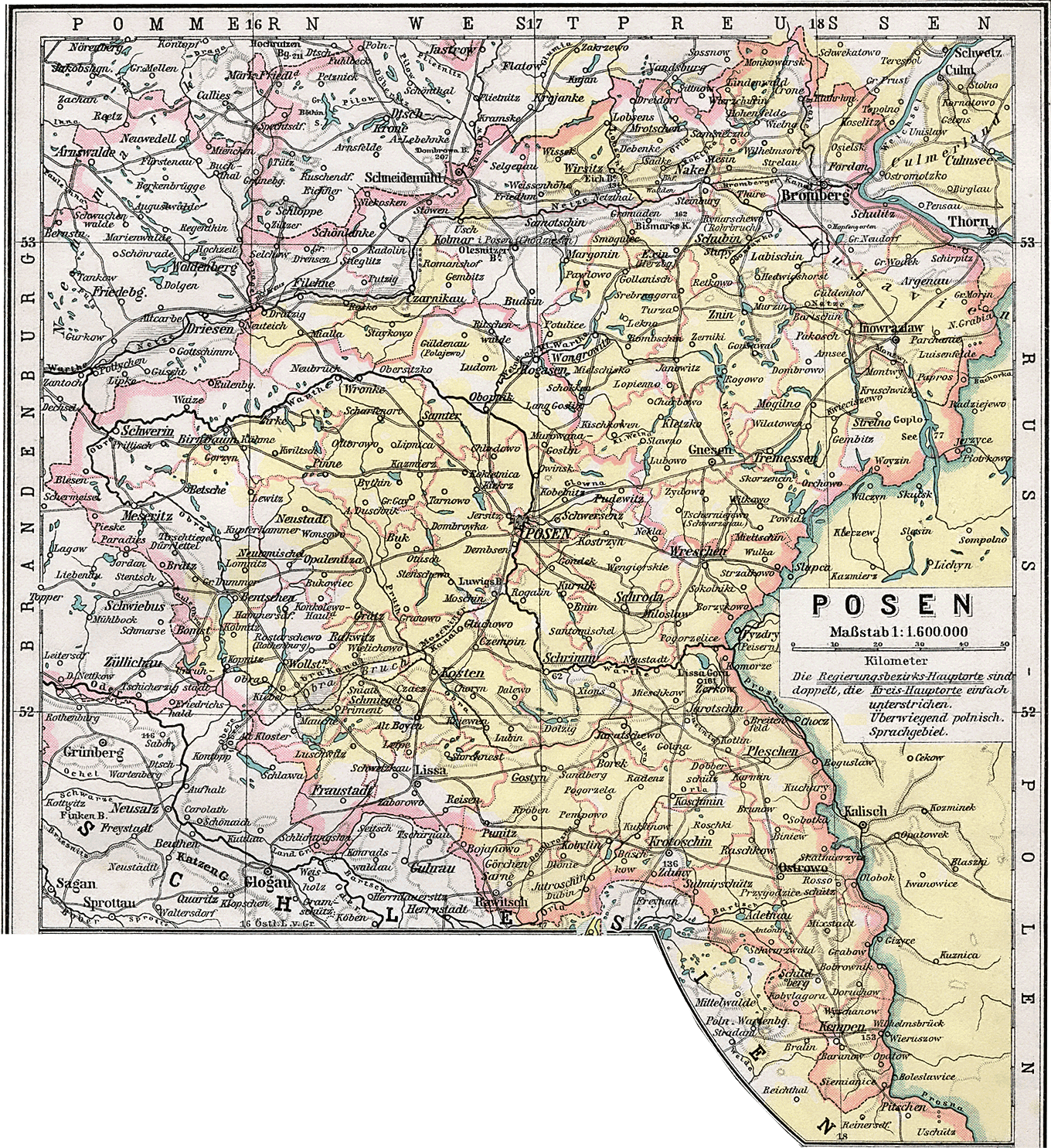
Eichfier südwestlich der Stadt Deutsch Krone und westlich der Stadt Schneidemühl auf einer Landkarte der Provinz Posen von 1905 (gelb markierte Flächen kennzeichnen Gebiete mit seinerzeit mehrheitlich polnischsprachiger Bevölkerung)

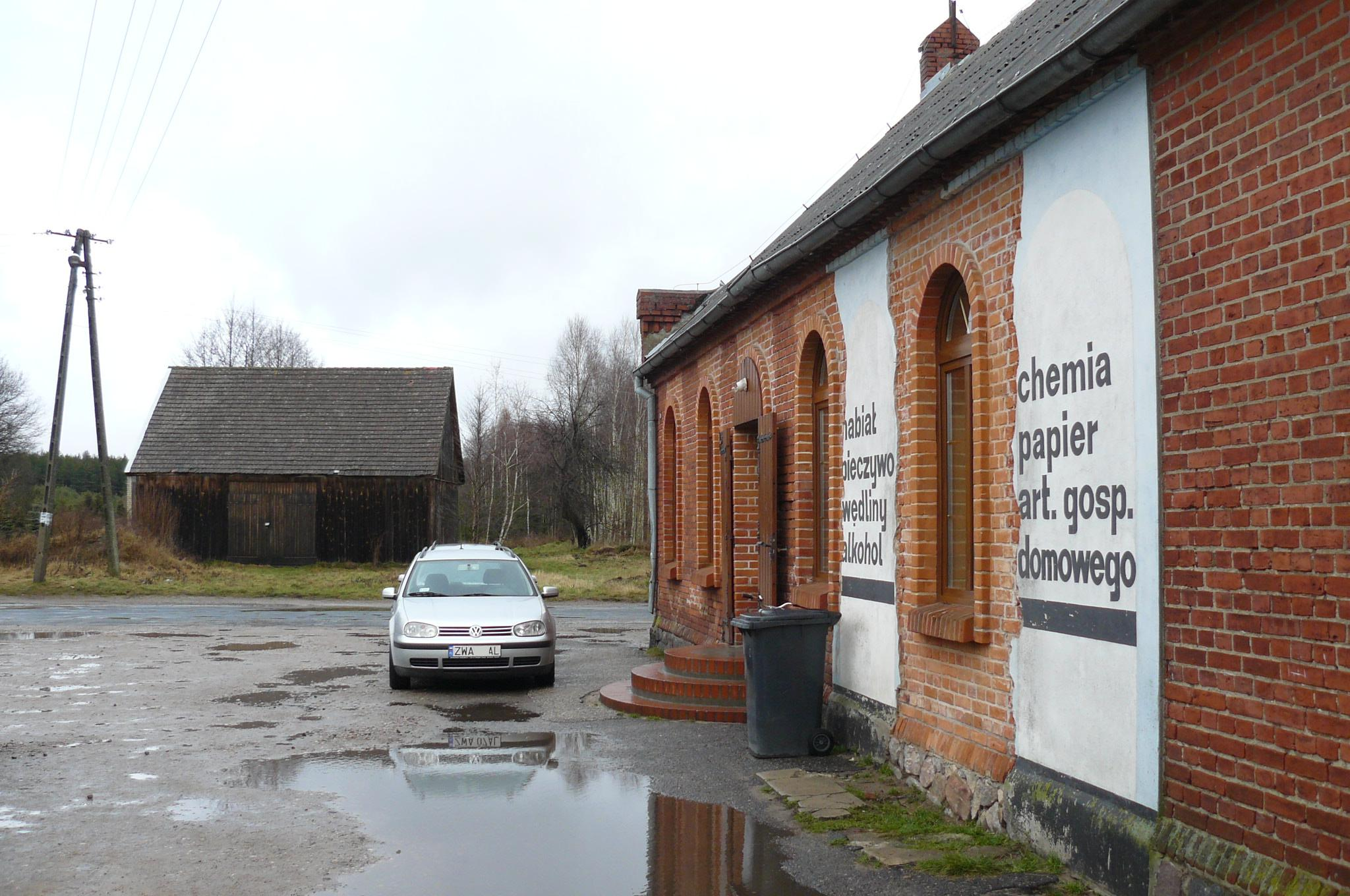
Wertstoff-Entsorgungszentrum (Aufnahme 2012)

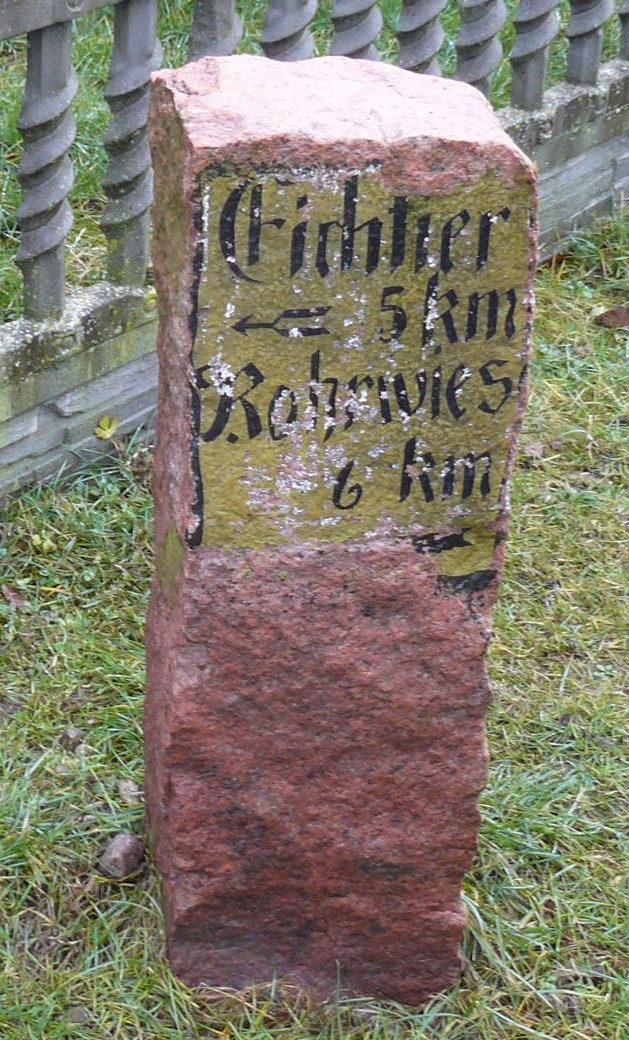
Hinweisschild mit der Aufschrift Eichfier ← 5 km Rohrwiese 6 km, das vermutlich aus dem Ort Mellentin stammt

Die Ortschaft Eichfier gehörte im 19. Jahrhundert zum Amt Schloppe. Aus dem Jahr 1641 ist die Ortsbezeichnung Ekfyr seu Wolowy Lasy überliefert, die Siedlerwälder bedeutet, neupolnisch DEEEEbowa. Das Wort Fier bedeutet Busch. 1799 waren die Einwohner verpflichtet, vom Czarnikauer Netzebruch ein bestimmtes Los zu pflegen, wofür sie Holz aus dem Schlopper Forst erhielten.
An der Schule in Eichfier wirkte 1738 Rektor Jakob Kulzdorf, der die Schulkinder aus Eichfier, Buchholz und Jagolitz unterrichtete.
Um 1930 hatte Eichfier acht Wohnplätze:
- Eichfier
- Forsthaus Eichfier
- Forsthaus Grüneberge
- Forsthaus Rohrwiese
- Forstsekretärgehöft Rohrwiese
- Mühlengut Eichfiermühle
- Oberförstereigehöft Rohrwiese
- Waldarbeitergehöft Rohrwiese

Im Jahr 1945 gehörte Eichfier zum Landkreis Deutsch Krone im Regierungsbezirk Grenzmark Posen-Westpreußen der preußischen Provinz Pommern des Deutschen Reichs. Eichfier war dem Amtsbezirk Mellentin zugeordnet.
Im Februar 1945 wurde Eichfier von der Roten Armee besetzt. Nach Beendigung der Kampfhandlungen wurde die Region seitens der sowjetischen Besatzungsmacht zusammen mit ganz Hinterpommern und der südlichen Hälfte Ostpreußens – militärische Sperrgebiete ausgenommen – der Volksrepublik Polen zur Verwaltung überlassen. Es wanderten nun Polen zu. Eichfier wurde unter der polnischen Ortsbezeichnung „Wołowe Lasy“ verwaltet. Die einheimische Bevölkerung wurde von der polnischen Administration aus Eichfier vertrieben.

### Demographie
| Jahr | Einwohner | Anmerkungen |
| ---- | --------- | --- |
| 1783 | –         | adliges Dorf mit einer katholischen Kirche (Filiale von Schloppe), einem evangelischen Bethaus, einem Teerofen und zwei Förstereien, im Netzedistrikt, Kreis Krone, 31 Feuerstellen (Haushaltungen) |
| 1818 | 256       | königliches Dorf |
| 1910 | 877       | am 1. Dezember, davon 587 Evangelische, 282 Katholiken, sechs Juden und zwei Sonstige; drei Einwohner mit polnischer Muttersprache                                                                  |
| 1925 | 885       | darunter 542 Evangelische, 334 Katholiken und acht Juden |
| 1933 | 870       | [ 7 ] |
| 1939 | 872       | [ 7 ] |

## Kirche
Die Parochie Eichfier der Evangelischen Kirche wurde im Jahr 1876 durch Abzweigung von Schloppe gegründet, 1879 kamen noch die Orte Mellentin und Rohrwiese vom Kirchspiel Tütz hinzu. Patron der Kirche war ein Privatmann. Mit dem Bau einer evangelischen Kirche in Mauerstein-Fachwerk wurde zwar schon 1776 begonnen, doch wurde sie erst am Anfang des 19. Jahrhunderts fertiggestellt. Der Jahrzehnte später errichtete hölzerne Turm beherbergte zwei Glocken, die sich zuvor auf dem Turm einer katholischen, baufällig gewordenen Kirche befunden hatten. Altar und Kanzel bildeten ein Ganzes.
Die Katholiken aus Eichfier besuchten ihre hiesige katholische Kirche sowie eine Kirche in Mellentin.

## Söhne und Töchter des Ortes
- Bruno Mielke (1936–2025), deutscher Brigadegeneral, Kommandeur der Offizierschule der Luftwaffe